# Unione Sportiva "Sempre Avanti" Piombino 1935-1936
Questa voce raccoglie le informazioni riguardanti l'Unione Sportiva "Sempre Avanti" Piombino nelle competizioni ufficiali della stagione 1935-1936.

## Divise
| Casa | Trasferta |  |

## Organigramma societario
Area tecnica
- Allenatore: Dino Nassi

## Rosa
| N. |                   | Ruolo | Calciatore            |
| -- | ----------------- | ----- | --------------------- |
|    | Italia (bandiera) | A     | Guerrino Bisogni      |
|    | Italia (bandiera) | C     | Pietro Bertini        |
|    | Italia (bandiera) |       | Mameli Canova         |
|    | Italia (bandiera) | P     | Giuseppe Carmignato   |
|    | Italia (bandiera) |       | Categni               |
|    | Italia (bandiera) |       | Valentino Chellini    |
|    | Italia (bandiera) | C     | Alberto Chiavacci (I) |
|    | Italia (bandiera) | A     | Bruno Chiavacci (II)  |
|    | Italia (bandiera) |       | Giannicchi            |
|    | Italia (bandiera) | A     | Antonio Giordani      |

| N. |                   | Ruolo | Calciatore            |
| -- | ----------------- | ----- | --------------------- |
|    | Italia (bandiera) |       | Lady Gorini           |
|    | Italia (bandiera) | D     | Umberto Landucci      |
|    | Italia (bandiera) | D     | Armando Lauro         |
|    | Italia (bandiera) | C     | Stelio Malabotti      |
|    | Italia (bandiera) | C     | Rolando Marianelli    |
|    | Italia (bandiera) | C     | Francesco Masini      |
|    | Italia (bandiera) | A     | Sergio Petrocchi      |
|    | Italia (bandiera) | C     | Dante Pepi (capitano) |
|    | Italia (bandiera) |       | Aldo Pernigotti       |

## Risultati

### Serie C

#### Girone di andata
| Arbitro: | Coletti (Treviso) |

|          |           |                                      |
| Piccioli | Marcatori | 57’, 66’ Chiavacci II 80’ Marianelli |

| Caltanissetta 29 settembre 1935 2ª giornata          | Nissena   | 3 – 1 referto | Sempre Avanti | Campo Dux |
| \| \| \| \| \| Puccinelli \| Marcatori \| Bisogni \| |           |               |               |           |
|                                                      |           |               |               |           |
| Puccinelli                                           | Marcatori | Bisogni       |               |           |

| Arbitro: | Bonifazi (Roma) |

|  |           |                       |
|  | Marcatori | 30’ (rig.) Bradaschia |

| Torre Annunziata 13 ottobre 1935 4ª giornata | Savoia | 1 – 0 | Sempre Avanti | Campo Formisano |

| 20 ottobre 1935 5ª giornata Turno di riposo |  | – |  |  |

| Napoli 3 novembre 1935 6ª giornata | Bagnolese | 3 – 3 | Sempre Avanti | Campo dell'Ilva |

| Piombino 10 novembre 1935 7ª giornata | Sempre Avanti | 4 – 1 | Littorio Benevento | Campo Giuseppe Salvestrini\| Arbitro: \| Catalucci \| |
| Arbitro:                              | Catalucci     |       |                    |                                                       |

| Signa 17 novembre 1935 8ª giornata | Le Signe | 0 – 1 | Sempre Avanti | Stadio del Littorio |

| Piombino 1º dicembre 1935 9ª giornata | Sempre Avanti | 5 – 0 | Catanzarese | Campo Giuseppe Salvestrini\| Arbitro: \| Ronzio \| |
| Arbitro:                              | Ronzio        |       |             |                                                    |

| Potenza 8 dicembre 1935 10ª giornata | SC Lucano | 1 – 2 | Sempre Avanti | Campo Littorio |

| 15 dicembre 1935 11ª giornata Turno di riposo |  | – |  |  |

| Piombino 22 dicembre 1935 12ª giornata | Sempre Avanti | 0 – 0 (0 – 0) | Civitavecchiese | Campo Giuseppe Salvestrini |

| Arbitro: | Gasparro |

|                           |           |             |
| Niccolini 16’, 84’ (rig.) | Marcatori | 14’ Bisogni |

| Piombino 5 gennaio 1936 14ª giornata | Sempre Avanti | 1 – 0 | Fermana | Campo Giuseppe Salvestrini\| Arbitro: \| G. Martelli \| |
| Arbitro:                             | G. Martelli   |       |         |                                                         |

| Piombino 12 gennaio 1936 15ª giornata | Sempre Avanti | 5 – 0 | Cerignola | Campo Giuseppe Salvestrini\| Arbitro: \| Tagliapietra \| |
| Arbitro:                              | Tagliapietra  |       |           |                                                          |

#### Girone di ritorno
| Piombino 26 gennaio 1936 16ª giornata | Sempre Avanti | 1 – 0 | Prato | Campo Giuseppe Salvestrini\| Arbitro: \| Malingher \| |
| Arbitro:                              | Malingher     |       |       |                                                       |

| Piombino 2 febbraio 1936 17ª giornata | Sempre Avanti | 2 – 0 | Nissena | Campo Giuseppe Salvestrini\| Arbitro: \| Marsciani \| |
| Arbitro:                              | Marsciani     |       |         |                                                       |

| Arbitro: | Magrini (Perugia) |

|                |           |  |
| Bergonzino 52’ | Marcatori |  |

| Arbitro: | Bianchi (La Spezia) |

|                                             |           |  |
| Petrocchi 5’ Malabotti 18’ Chiavacci II 44’ | Marcatori |  |

| 23 febbraio 1936 20ª giornata Turno di riposo |  | – |  |  |

| Piombino 1º marzo 1936 21ª giornata | Sempre Avanti | 2 – 0 | Bagnolese | Campo Giuseppe Salvestrini |

| Benevento 8 marzo 1936 22ª giornata | Littorio Benevento | 2 – 1 | Sempre Avanti | Campo Littorio |

| Piombino 15 marzo 1936 23ª giornata | Sempre Avanti | 2 – 1 | Le Signe | Campo Giuseppe Salvestrini |

| Catanzaro 22 marzo 1936 24ª giornata | Catanzarese | 5 – 3 | Sempre Avanti | Stadio Militare |

| Piombino 29 marzo 1936 25ª giornata | Sempre Avanti | 4 – 1 | Potenza | Campo Giuseppe Salvestrini |

| 12 aprile 1936 26ª giornata Turno di riposo |  | – |  |  |

| Civitavecchia 19 aprile 1936 27ª giornata | Civitavecchiese | 1 – 0 | Sempre Avanti | Velodromo Marconi\| Arbitro: \| Jannacci \| |
| Arbitro:                                  | Jannacci        |       |               |                                             |

| Arbitro: | Vettori |

|                              |           |             |
| Petrocchi 70’ Marianelli 85’ | Marcatori | 62’ Finotto |

| Fermo 3 maggio 1936 29ª giornata | Fermana | 0 – 5 | Sempre Avanti | Stadio Sandro Mussolini |

| Cerignola 10 maggio 1936 30ª giornata | Cerignola | 1 – 1 | Sempre Avanti | Campo Littorio |

### Coppa Italia

#### Turni eliminatori
| Piombino 15 settembre 1935 Primo turno eliminatorio | Sempre Avanti | 2 – 0 | Cagliari | Campo Giuseppe Salvestrini |

| Empoli 27 ottobre 1935 Secondo turno eliminatorio | Empoli | 1 – 2 | Sempre Avanti | Campo Guido Guerra |

| Messina 24 novembre 1935 Terzo turno eliminatorio | Messina | 1 – 0 | Sempre Avanti | Stadio Gazzi |

## Statistiche

### Statistiche di squadra
| Competizione | Punti | In casa | In casa | In casa | In casa | In casa | In casa | In trasferta | In trasferta | In trasferta | In trasferta | In trasferta | In trasferta | Totale | Totale | Totale | Totale | Totale | Totale | DR  |
| Competizione | Punti | G       | V       | N       | P       | Gf      | Gs      | G            | V            | N            | P            | Gf           | Gs           | G      | V      | N      | P      | Gf     | Gs     | DR  |
| ------------ | ----- | ------- | ------- | ------- | ------- | ------- | ------- | ------------ | ------------ | ------------ | ------------ | ------------ | ------------ | ------ | ------ | ------ | ------ | ------ | ------ | --- |
| Serie C      | 33    | 13      | 11      | 1       | 1       | 31      | 5       | 13           | 4            | 2            | 7            | 21           | 21           | 26     | 15     | 3      | 8      | 52     | 26     | +26 |
| Coppa Italia | -     | 1       | 1       | 0       | 0       | 2       | 0       | 2            | 1            | 0            | 1            | 2            | 2            | 3      | 2      | 0      | 1      | 4      | 2      | +2  |
| Totale       | 33    | 14      | 12      | 1       | 1       | 33      | 5       | 15           | 5            | 2            | 8            | 23           | 23           | 29     | 17     | 3      | 9      | 56     | 28     | +28 |

### Andamento in campionato
| Giornata  | 1 | 2 | 3 | 4 | 5 | 6 | 7 | 8 | 9 | 10 | 11 | 12 | 13 | 14 | 15 | 16 | 17 | 18 | 19 | 20 | 21 | 22 | 23 | 24 | 25 | 26 | 27 | 28 | 29 | 30 |
| --------- | - | - | - | - | - | - | - | - | - | -- | -- | -- | -- | -- | -- | -- | -- | -- | -- | -- | -- | -- | -- | -- | -- | -- | -- | -- | -- | -- |
| Luogo     | T | T | C | T | R | T | C | T | C | T  | R  | C  | T  | C  | C  | C  | C  | T  | C  | R  | C  | T  | C  | T  | C  | R  | T  | C  | T  | T  |
| Risultato | V | P | P | P | - | N | V | V | V | V  | -  | N  | P  | V  | V  | V  | V  | P  | V  | -  | V  | P  | V  | P  | V  | -  | P  | V  | V  | N  |

Legenda:

Luogo: C = Casa; T = Trasferta. Risultato: V = Vittoria; N = Pareggio; P = Sconfitta.